# Rudelsburg

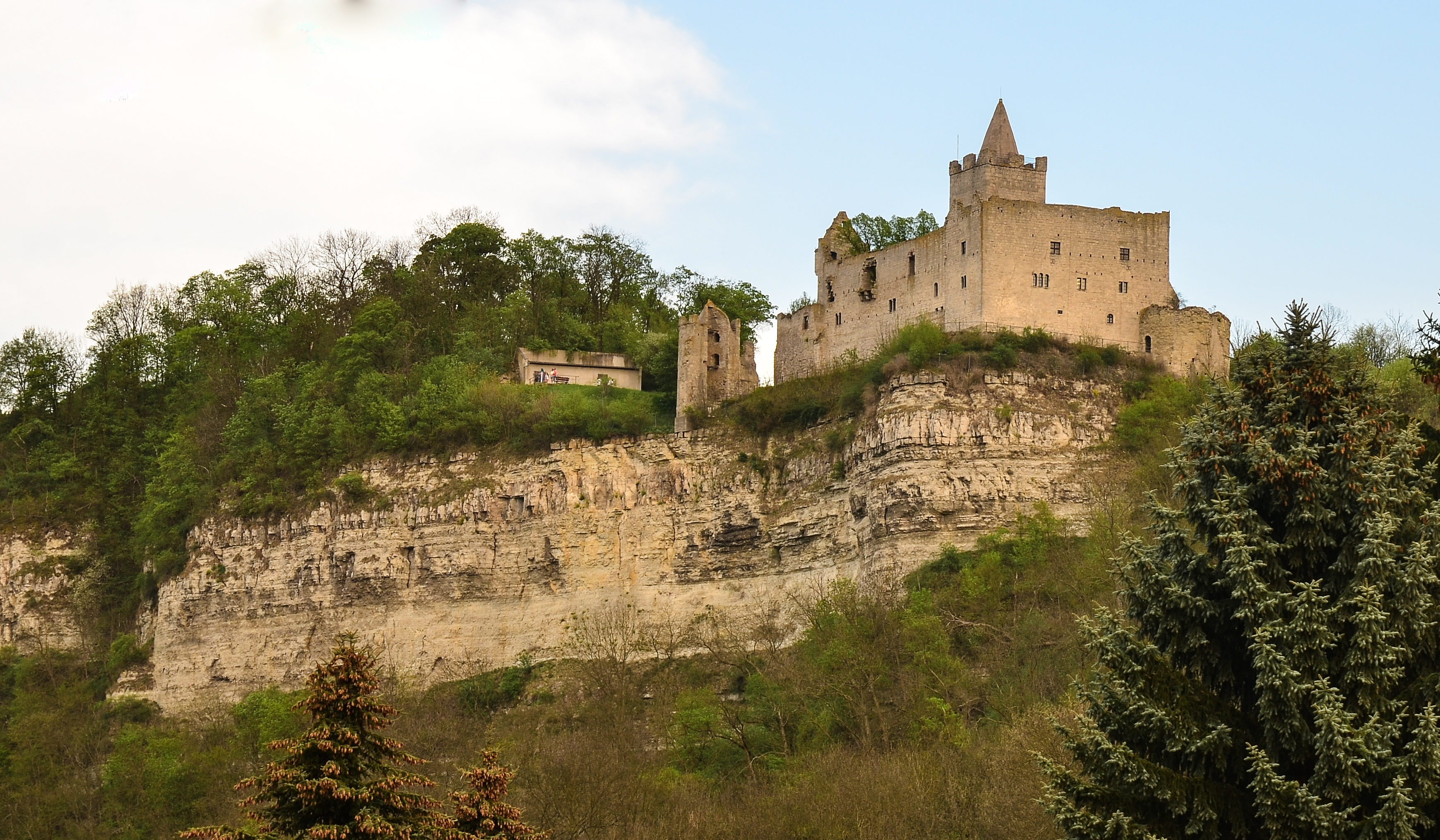
Zamek Rudelsburg – widok z doliny rzeki Saale

Rudelsburg – zrujnowany obecnie zamek na wzgórzu położony na wschodnim brzegu rzeki Soława powyżej miejscowości Saaleck, w gminie Naumburg w powiecie Burgenlandkreis w Saksonii-Anhalt w Niemczech. Stanowi przystanek na Szlaku Romańskim.
Rudelsburg został zbudowany w średniowieczu przez biskupa Naumburga i służył do zabezpieczania szlaków handlowych, takich jak Via Regia przez dolinę Soławy. Był punktem spornym między biskupami z Naumburga a margrabiami miśnieńskimi należącymi do rodu Wettynów. W późniejszym okresie był kolejno rezydencją i własnością różnych rodzin szlacheckich. Ostatecznie zniszczony w czasie wojny trzydziestoletniej popadł w ruinę.
W XIX wieku Rudelsburg stał się popularnym celem turystycznym. Od 1855 r. Rudelsburg stał się znany w całym kraju jako miejsce corocznych spotkań Kösener Senioren-Convents-Verband, najstarszego związku bractw studenckich z delegatami ze wszystkich krajów niemieckojęzycznych.